# Ivan Martin Jirous
Ivan Martin Jirous (23 de septiembre de 1944 – 10 de noviembre de 2011) fue un poeta checo, también conocido como director artística de underground checo durante el régimen comunista checoslovaco. Sería conocido frecuentemente como Magor, que sería traducido como "loco" relacionada con la fantasmagoría. Su pseudónimo se lo concede el poeta experimental Eugen Brikcius. Su mujer, Věra Jirousová, escribió un buen tratado sobre las letras de The Plastics.
Estudioso de la historia del arte, fue inhabilitado por el régimen comunista por lo que Magor/Jirous fue miembro de la subculutara disidente. Su particular contribución fue su aportación al concepto del "Parallel Polis," o "Segunda Cultura". Magor creía que el individuo se podía expresar a través del arte, en última instancia podría derrocar el sistema totalitario comunista.
Fue gran amigo de Václav Havel, y es mencionado muchas veces en el libro de Havel, Cartas a Olga. En 1985 fue galardonado con el Premio Tom Stoppard.